# 高查瑞光伏电站
阿根廷高查瑞光伏电站300兆瓦光伏发电项目位于阿根廷北部胡胡伊省高查瑞高原地区。由中国电力建设集团（中国电建）和上海电力建设有限责任公司联合中标承建，2018年4月，项目正式开工。2020年9月26日获得阿电力市场管理机构许可，标志该国最大光伏电站正式投入商业运营。 
项目场址海拔在4000米以上，年日照时长超过2400小时。该项目由3座100兆瓦的光伏电站构成，共安装光伏板120万块，并配套建设一座345千伏升压站。